# Mylo
Myles MacInnes (Broadford, Isla de Skye, Escocia, Reino Unido; 10 de mayo de 1978), más conocido como Mylo, es un productor británico de música electrónica.

## Biografía
Descrito como la respuesta escocesa a Röyksopp, Myles ha tenido una educación diversa, incluyendo una infancia en la isla de Skye, vida difícil en Londres y París y estudió filosofía, psicología y fisiología en Brasenose College, Oxford y más tarde, en 1999, recibió un Ph.D en filosofía por la universidad de UCLA.
En 2001 volvió a Escocia con el propósito de sumergirse en la música. En ese tiempo conoce al productor Erol Alkan y se convierte en residente del mítico Trash Club de Glasgow. Tras la publicación de su sencillo debut en 7", “Destroy Rock and Roll” en mayo de 2003, tuvo una aceptación asombrosa. El entusiasmo provocado ha sido tal que Freeform Five, X-Press 2 y Felix Da Housecat se han propuesto para remezclar sus temas gratis. Este suceso le permite editar su primer álbum, Destroy Rock & Roll, lanzado en 2004 bajo su propio sello Breastfed Recordings, después de programarlo en un PC en su propia habitación. El mismo álbum fue comprado y relanzado en 2005 gracias a la firma de un contrato discográfico importante con Sony BMG que le posibilitó lanzar el álbum en los EE. UU. y Canadá con un mayor éxito de ventas. Fue un debut refrescante y estelar que se comparó con el sonido de Moon Safari de AIR, Daft Punk, y Röyksopp, creando un particular "meeting pop" de electro, rock, house, techno, disco, funk y downtempo. Tuvo una difusión masiva a través de numerosos sencillos, y críticas favorables, incluyendo Elton John, denominándolo como el álbum del año en aquel 2005. Además sus remixes para Scissor Sisters, The Killers, Kylie Minogue y The Knife le han confirmado como uno de los mejores remezcladores.
Su mayor éxito en las listas hasta la fecha llegó a mediados de 2005. Fue entonces cuando el sencillo "Doctor Pressure", un mash-up de su creación "Drop The Pressure" y "Dr. Beat" de Miami Sound Machine, alcanzó el puesto n.º 3 en la lista de sencillos del Reino Unido. Fue su mejor performance en los EE. UU., especialmente en el Hot Dance Airplay y en el Hot Dance Club Play.
"Muscle Car", el sencillo sucesor de "Doctor Pressure", obtuvo un éxito moderado en el Reino Unido y en los charts europeos, alcanzando el número 38 en la lista de sencillos del Reino Unido y fue puesto n.º 1 en el UK Club Charts en enero de 2006.
Un remix de "Muscle Car" fue incluida en el juego "Driver: Parallel Lines", en su cuarta edición. Otro remix, esta vez a cargo de Sander Kleinenberg con Freeform Five fue incluido en la película The Fast and The Furious: Tokyo Drift, aunque no estuvo presente en la banda sonora.
En su estudio Mylo trabaja solo, pero en sus actuaciones en directo es acompañado por un cuarteto denominado “Sonic Pioneers”, conformado por el mismo Mylo en teclados, William Threlfall en sintetizadores y guitarra, Lewis Harley en bajo, su hermano Héctor Macinnes en batería, e impresionantes imágenes de The Phantom, quien también acompaña a Mylo en las grandes fechas alrededor del mundo.
A comienzos de 2006, reveló haber contraído un extraño virus durante la temporada festiva que le ha hecho perder la audición temporaría en un oído y parcial de la audición en el otro. A causa de este motivo, ha tenido que cancelar un concierto en el evento Big Day Out en Australia, y probablemente le imposibilitó producir por varios años.
En 2007, aparecieron en su MySpace, dos nuevas canciones producidas para Kylie Minogue, "In The Mood for Love" y "Spell of Desire", pero éstas no fueron incluidas en su décimo álbum "X".
BBC Radio 1 estrenó en enero de 2009, un nuevo track de Mylo que le envió a Annie Mac, una de las figuras de la emisora. El título de la pista no está confirmado, sin embargo, Radio 1 lo tituló "I'm Back"'. El mismo mes, lanzó un álbum mezclado incluido en la revista Mixmag, llamado "The Return of Mylo", que contenía su nueva canción "Wings of Fire".
En 2010 retorna a la producción, remezclando para artistas de la talla de The Human League y Cut Copy entre otros.

## Discografía

### Álbumes
- Destroy Rock & Roll (2004) nº26 R.Unido
- Destroy Rock & Roll (relanzamiento, incluyendo "Doctor Pressure") (2005) nº31 R.U., nº10 EE. UU., Top Electronic Albums[2]

Recopilaciones
- Mylo's Rough Guide to Rave (2005) Mix album lanzado por Mixmag.
- The Return of Mylo (2009) Mix album lanzado por Mixmag.

### Sencillos
| Año  | Sencillo                                 | Mejor posición | Mejor posición | Mejor posición | Mejor posición | Mejor posición | Mejor posición | Álbum                            |
| Año  | Sencillo                                 | R.U.           | FRA            | ALE            | IRL            | HOL            | AUS            | Álbum                            |
| ---- | ---------------------------------------- | -------------- | -------------- | -------------- | -------------- | -------------- | -------------- | -------------------------------- |
| 2004 | «Drop The Pressure»                      | 19             | 34             | 43             | 34             | 22             | 46             | Destroy Rock & Roll              |
| 2004 | «Destroy Rock & Roll»                    | 15             | —              | —              | 25             | —              | —              | Destroy Rock & Roll              |
| 2004 | «In My Arms»                             | 13             | —              | 61             | 22             | —              | 25             | Destroy Rock & Roll              |
| 2005 | «Dr. Pressure» (vs. Miami Sound Machine) | 3              | 30             | 31             | 5              | 17             | 12             | Destroy Rock & Roll (re-edición) |
| 2005 | «Muscle Car» (con Freeform Five)         | 38             | —              | —              | 26             | —              | —              | Destroy Rock & Roll (re-edición) |

### Remixes
2003:
- Linus Loves feat Sam Obernik – “Stand Back” (Mylo's Pastel Bronco Remix)
- Aloud – “Rocky XIII”
- Elton John – “Are You Ready For Love” (Mylo Roadmap To Peace Remix)

2004:
- Amy Winehouse – “Fuck Me Pumps”
- Master-H con Silicone Soul – “Thirteen”
- Sia – “Breathe Me”
- Annie – “Chewing Gum”
- Dark Globe con Amanda Ghost – “Feed”
- The Glass – “Hear The Music”
- The Egg – “Wall”
- Scissor Sisters – “Mary”
- Kylie Minogue – “I Believe in You”

2005:
- The Killers – “Somebody Told Me”
- Moby – “Lift Me Up”
- Flat Pack – “Sweet Child O' Mine”
- Freeform Five – “No More Conversations”
- The Knife – “You Take My Breath Away”

2006:
- Bob Sinclar – “Yes U R”

2010:
- Robyn – “Don't Fucking Tell Me What To Do” (Mylo & Sharooz Mix)
- Bryan Ferry – “Shameless”
- The Human League – “Night People”
- Villa con The New Sins – “Beats of Love”

2011:
- Cut Copy – “Take Me Over”
- Niki & The Dove – “Gentle Roar”
- TV on the Radio – “Will Do”
- Deekline & Ed Solo con Splack Pack & Kidd Money – “Shake The Pressure” (Original Mylo Mash Up Mix)

2012:
- The Dø – “Gonna Be Sick”
- M83 – “Reunion”

2013:
- Simple Minds – “Promised You a Miracle” (Mylo Rework)